# Por la Integración Regional
Por la Integración Regional (PLIR) fue un partido político chileno fundado en 2016 y constituido legalmente en las regiones de Arica y Parinacota, Tarapacá y Antofagasta. Fue disuelto por el Servicio Electoral (Servel) en 2018.

## Historia
El partido fue fundado en Iquique el 13 de enero de 2016, según consta en el extracto de la escritura pública publicada el 31 de marzo del mismo año en el Diario Oficial de la República de Chile para establecer su constitución. Originalmente su nombre era Poder Regional, sin embargo decidieron cambiarlo a Por la Integración Regional en las semanas siguientes a su creación. Su símbolo consiste en cuatro banderines flameando, de colores rojo, celeste, verde y azul, ubicados a la izquierda del nombre del partido, que dice: «Por la Integración Regional», el que se encuentra escrito en tres líneas, de la siguiente manera: primera línea, las palabras «Por la», de color azul; segunda línea, la palabra «Integración», de color azul; y en la tercera línea, la palabra «Regional», de color rojo.
En su declaración de principios, Por la Integración Regional afirma ser un «partido eminentemente democrático, humanista, con un profundo sentimiento regionalista». Uno de sus principales líderes, el alcalde de Iquique Jorge Soria Quiroga, realizó una gira por las tres regiones más meridionales de Chile reuniendo firmas para legalizar el partido, siendo esta la cuarta colectividad política que registra, luego de fundar durante los años anteriores los partidos Acción Regionalista de Chile, Fuerza País y Fuerza del Norte.
El 2 de junio de 2016 el partido presentó la solicitud de reconocimiento legal ante el Servel acompañando las firmas recolectadas, pero dicha entidad señaló que no se alcanzaron las firmas necesarias en la Región de Antofagasta, quedando rechazada la solicitud de inscripción. Sin embargo, tras subsanar los errores y recolectar nuevas firmas, el partido fue finalmente reconocido legalmente por el Servel el 27 de septiembre de 2016.
El partido no presentó candidaturas en las elecciones municipales de 2016 dado que aún no se encontraba legalizado, sin embargo entregó su apoyo a algunas candidaturas a alcalde y concejal (como la de Mauricio Soria Macchiavello —hijo de Soria Quiroga— en Iquique), y anunció la presentación de la candidatura a senador de Soria Quiroga por la Región de Tarapacá en las elecciones de 2017. En abril de 2017 asumió la nueva directiva del partido, liderada por Luis Cortés Jiménez que sucedió en la presidencia a Mándiza Barbaric.
El 11 de mayo de 2018 el Servel confirmó la disolución del partido por no cumplir las exigencias impuestas por la Ley 20.915.

## Directiva
- Presidente: Luis Cortés Jiménez
- Secretario General: Jorge Aracena Cerda
- Tesorero: Cristián Peñaloza Ramírez[10]

### Tribunal Supremo
- Presidente: Juana Guirnalda Taucare Reyes
- Vicepresidente: Cecilia Rosa Leandró Acevedo
- Secretaria: Claudia Andrea González Pizarro[1]

## Resultados electorales

### Elecciones de consejeros regionales
| Elección | Votos  | % de votos      | Escaños |
| -------- | ------ | --------------- | ------- |
| 2017     | 9259   | \| \| 0,16 % \| | 1/278   |
|          | 0,16 % |                 |         |

Nota: Se incluye dentro del resultado a los independientes apoyados por el partido dentro de la lista "Integración para el Desarrollo".